# Балхашский завод обработки цветных металлов
Балха́шский завод обработки цветных металлов, ранее завод № 517 (каз. Балқаш түсті металдарды өңдеу зауыты, БЗОЦМ) — казахстанское предприятие цветной металлургии. Официальное название — АО «Завод обработки цветных металлов». Расположено в городе Балхаш Карагандинской области. С 1958 по 1998 годы завод входил в состав Балхашского горно-металлургического комбината. Единственное специализированное предприятие в Казахстане и Средней Азии, выпускающее прокат и сплавы на основе меди.

## История

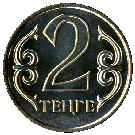
Казахстанские монеты изготовлены из сплавов БЗОЦМ

Балхашский завод обработки цветных металлов был образован в военном 1941 году во время эвакуации промышленных предприятий в восточные регионы страны. Основное оборудование поступило с завода по обработке цветных металлов им. Серго Орджоникидзе (ныне «Кольчугцветмет») города Кольчугино. В марте 1942 года была выдана первая продукция предприятия.
В 1958 году был образован Балхашский горно-металлургический комбинат (БГМК), объединивший Балхашские медеплавильный и обработки цветных металлов заводы, а также Гульшатский свинцово-цинковый и Коунрадский медный рудники. В 1964 году на заводе был введён в эксплуатацию цех по производству медного кремня. На заводе была проведена частичная модернизация производства — старое прокатное оборудование заменено на чешское фирмы «Шкода».
С 1995 года на заводе начато переоснащение оборудования на новое, австрийского и немецкого производства в прокатном и плавильно-волочильном цехах. В 1997 году БГМК вошёл в состав корпорации «Казахмыс», а в следующем, 1998 году, БЗОЦМ, выведенное из состава БГМК, становится самостоятельным предприятием частного типа. В 2002 году были построены новые обжиговые печи фирмы «Эбнер Индустриофенбау» (Австрия), а в 2003 году пущен участок № 2 плавильного цеха.

## Руководство
Акции компании принадлежат двум зарегистрированным на Британских Виргинских островах компаниям — Bronx Trade & Investments Ltd, 66,7 % акций; Bentley Trade & Finance S.A., 33,3 %. Офисы обеих компаний расположены в швейцарском Цолликоне (Цолликерштрассе 5, СН-702). Членами совета директоров компании являются Константин Егиев (председатель), двоюродный брат российского миллиардера Михаила Фридмана Дмитрий Фридман (независимый директор) и Ермек Хафизов.

## Деятельность
Продукцией завода является три десятка марок меди и сплавов на её основе, а также свыше 2 тысяч видов типоразмеров — листы, ленты, слитки, проволока, жесть, втулки и т. п. Основными потребителями продукции являются Россия (75 % производимой продукции, монетные дворы страны) и Казахстан (Казахстанский монетный двор). Во второй половине 2000-х годов разрабатывались проекты по производству бериллиево-бронзовой продукции.